# Wereldbeker schaatsen 2017/2018 - Wereldbeker 4
De wereldbeker schaatsen 2017/2018 wereldbeker 4 was de vierde wedstrijd van het wereldbekerseizoen en vond plaats van 8 tot en met 11 december 2017 op de Utah Olympic Oval in Salt Lake City, Verenigde Staten.

## Tijdschema
| Datum               | Tijd (MET) | Onderdeel                                                                                              |
| ------------------- | ---------- | --- |
| Vrijdag 8 december  | 20:30      | 1ste 500 m vrouwen 1ste 500 m mannen ploegenachtervolging vrouwen ploegenachtervolging mannen          |
| Zaterdag 9 december | 20:30      | 2ste 500 m vrouwen 2ste 500 m mannen 1500 m vrouwen 1500 m mannen massastart vrouwen massastart mannen |
| Zondag 10 december  | 20:30      | 1000 m vrouwen 1000 m mannen 3000 m vrouwen 5000 m mannen                                              |

## Podia

### Mannen
| Wedstrijd            | Goud                                                    | Tijd       | Zilver                                                   | Tijd       | Brons                                              | Tijd    |
| 1ste 500 m           | Alex Boisvert-Lacroix Canada                            | 34,15      | Mika Poutala Finland                                     | 34,17      | Ronald Mulder Nederland                            | 34,22   |
| 2e 500 m             | Roeslan Moerasjov Rusland                               | 34,02      | Kai Verbij Nederland                                     | 34,13      | Dai Dai Ntab Nederland                             | 34,15   |
| 1000 m               | Denis Joeskov Rusland                                   | 1.06,92    | Koen Verweij Nederland                                   | 1.06,94    | Pavel Koelizjnikov Rusland                         | 1.06,96 |
| 1500 m               | Denis Joeskov Rusland                                   | 1.41,02 WR | Koen Verweij Nederland                                   | 1.41,63 NR | Thomas Krol Nederland                              | 1.42,63 |
| 5000 m               | Ted-Jan Bloemen Canada                                  | 6.01,86 WR | Patrick Beckert Duitsland                                | 6.07,02    | Moritz Geisreiter Duitsland                        | 6.07,31 |
| Massastart           | Lee Seung-hoon Zuid-Korea                               | 7.58,22    | Livio Wenger Zwitserland                                 | 7.58,37    | Bart Swings België                                 | 7.58,45 |
| Ploegenachtervolging | Canada Ted-Jan Bloemen Benjamin Donnelly Denny Morrison | 3.36,44    | Italië Riccardo Bugari Andrea Giovannini Nicola Tumolero | 3.36,54    | Nieuw-Zeeland Shane Dobbin Reyon Kay Peter Michael | 3.36,79 |

### Vrouwen
| Wedstrijd            | Goud                                     | Tijd       | Zilver                                                  | Tijd       | Brons                                                             | Tijd    |
| 1ste 500 m           | Nao Kodaira Japan                        | 36,50      | Lee Sang-hwa Zuid-Korea                                 | 36,71      | Arisa Go Japan                                                    | 37,17   |
| 2e 500 m             | Nao Kodaira Japan                        | 36,54      | Lee Sang-hwa Zuid-Korea                                 | 36,79      | Arisa Go Japan                                                    | 37,05   |
| 1000 m               | Nao Kodaira Japan                        | 1.12,09 WR | Miho Takagi Japan                                       | 1.12,63    | Jekaterina Sjichova Rusland                                       | 1.13,23 |
| 1500 m               | Miho Takagi Japan                        | 1.51,49    | Marrit Leenstra Nederland                               | 1.52,31    | Jekaterina Sjichova Rusland                                       | 1.52,86 |
| 3000 m               | Natalja Voronina Tsjechië                | 3.57,70    | Martina Sáblíková Tsjechië                              | 3.57,84    | Claudia Pechstein Duitsland                                       | 3.58,69 |
| Massastart           | Francesca Lollobrigida Italië            | 8.53,49    | Guo Dan China                                           | 8.57,54    | Kim Bo-reum Zuid-Korea                                            | 9.00,72 |
| Ploegenachtervolging | Japan Miho Takagi Nana Takagi Ayano Sato | 2.50,87 WR | Nederland Lotte van Beek Marrit Leenstra Melissa Wijfje | 2.55,77 NR | Duitsland Roxanne Dufter Gabriele Hirschbichler Claudia Pechstein | 2.56,80 |